# Simocrysa discolor
Simocrysa discolor là một loài bọ cánh cứng trong họ Cerambycidae.